# Barthélemy de Broyes

Wappen Broyes

Barthélemy de Broyes (* um 1030; † zwischen 1072 und 1081) aus dem Haus Broyes war Ende des 11. Jahrhunderts Herr von Broyes und Beaufort in der Grafschaft Champagne.

## Leben
Barthélemy de Broyes war der älteste Sohn von Hugues I. de Broyes und dessen Frau Alvidis, Dame de Sours, und folgte ihm in der Herrschaft über Broyes und Beaufort. Sein Bruder Haderic schlug eine kirchliche Laufbahn ein und folgte ihrem Onkel Isembart 1063 als Bischof von Orléans.
Aus der Chronik des Alberich von Trois-Fontaines geht hervor, dass Hugues mit dem Beinamen Bardoul, Herr von Broyes, mit Zustimmung von König Philipp I. nach dem Tod seines Großvaters mütterlicherseits Raoul IV. de Vexin, dem Ehemann der Gräfin Aélis de Bar-sur-Aube, in Bar-sur-Aube und Laferté-sur-Aube, einmarschierte, auch wenn er die Eroberungen nicht lange behalten sollte, da beide Städte kurz darauf im Besitz von Graf Theobald III. von Blois waren, dessen Frau ebenfalls eine Tochter von Raoul de Vexin war. Da der Tod von Raoul de Vexin auf das Jahr 1074 datiert wird, ist es sehr wahrscheinlich, dass dieser Krieg angesichts Hugues’ jungem Alter nicht von ihm, sondern von seinem Vater geführt wurde, der zu diesem Zeitpunkt also noch am Leben gewesen wäre.
Später wird er in einer Urkunde des Grafen Stephan-Heinrich von Blois erwähnt, in der er als sehr berühmter Ritter bezeichnet wird und die seinen Tod auf 1081 oder kurz davor datiert.
Bei seinem Tod wurde er von seinem ältesten Sohn Hugues II. de Broyes als Herr von Broyes und Beaufort ersetzt, der mit den Herrschaften von Arc-en-Barrois und Châteauvillain auch die mütterlichen Besitzungen erbte.

## Ehe und Familie
Im Jahr 1065 heiratete er Élisabeth de Valois, Dame d’Arc-en-Barrois et de Châteauvillain, Tochter von Raoul IV. de Vexin, Graf von Valois, und Adèle, Gräfin von Bar-sur-Aube, mit der er mindestens zwei Kinder hatte:
- Hugues II. Bardoul, † vor 1121, Seigneur de Broyes, de Beaufort, d’Arc-en-Barrois, de Baye, de Trilbardou et de Charmentray 1081/1110; ⚭ Emmeline de Montlhéry, † 1121, Tochter von Milon I. le Grand de Montlhéry (Haus Montlhéry) und Lithuaise, Vicomtesse de Troyes;
- Renaud, X wohl im Oktober 1096 als Unterführer des Volkskreuzzuges[5]